# Thailändische Badmintonmeisterschaft 1960
Die Thailändische Badmintonmeisterschaft 1960 fand in Bangkok statt. Es war die neunte Austragung der nationalen Meisterschaften von Thailand im Badminton.

## Titelträger
| Disziplin    | Sieger                                |
| ------------ | ------------------------------------- |
| Herreneinzel | Somsook Boonyasukhanonda              |
| Dameneinzel  | nicht ausgetragen                     |
| Herrendoppel | Chavalert Chumkum Chuchart Vatanatham |
| Damendoppel  | nicht ausgetragen                     |
| Mixed        | Narong Bhornchima Pankae Phongarn     |